# Ángel Pacheco Molina
Ángel Pacheco Molina (Alcantarilla, Murcia; 1945) es un arquitecto español.
Su obra se ha publicado en diversas publicaciones especializadas y ha sido galardonado con varios premios. Entre sus obras destacan los edificios Copérnico I y Copérnico II en la Playa de San Juan de la ciudad de Alicante y el Centro de Salud Florida-Babel, este último realizado junto con Joaquín Maseres Brotons. Asimismo, es autor del nuevo barrio de Alicante construido tras la demolición de Mil Viviendas.